# عبد المنعم عليان
عبد المنعم عليان عكاشة (مواليد 11 يناير 1997) هو لاعب كرة قدم ليبي يلعب في مركز الوسط في نادي أبو سليم.